# There You Are!
There You Are! è un film muto del 1926 diretto da Edward Sedgwick.

## Trama
George è un impiegato d'ufficio che ama la figlia del datore di lavoro. Un giorno cattura un bandito, diventando così agli occhi della ragazza un eroe.